# 瓦莫什·米克罗什
瓦莫什·米克洛什（匈牙利語：Vámos Miklós，1950年2月29日—），原名蒂博尔·瓦莫什。匈牙利作家、小说家、编剧、翻译家、脱口秀主持人。出生于布达佩斯。目前出版了33部著作。

## 生平
他的父亲是蒂博尔·瓦莫斯，他的母亲是伊丽莎白。他使用蒂博尔名字直到他19岁生日，后来改成了尼古拉斯。1968年他毕业于Kolcsey中学的法语系。他曾参加1966和1971年的摇滚乐队，由于某些政治问题，他在罗兰大学第一次被拒绝。从1969年开始，他在大学出版社工作。此时，他开始写他的小说Borgis。 1969年与1970年和他成为了一名军人。1970年至1974年，他在罗兰大学研究法学，获得了法学博士学位，1972年他成为了《1975》杂志一个艺术学院的编辑。1969年，他在文学杂志《新作文》中发表了他的处女作。
他在1975年毕业后，在镜头电影制片厂工作，作为一个剧作家直到1992年。在1988年至1990年，他住在美国。他曾在纽约城市大学的耶鲁大学戏剧学院工作。此外，他是这个国家的记者，美国周报的。从1992年，他还组织抗体大毛的总裁。从1995年至2003年，他担任电视脱口秀主持人在热门剧集。1997年到2003年，他下曾担任国际舞台布达的艺术总监。
自2005年以来，他也是谈话节目著名作家和诗人在亚历山德拉的bookhouse报告的主持人。其频道播出的多瑙河和大同II。是华盛顿邮报记者英语的卧底。他懂很多语言，如德语，法语，西班牙语，俄语和拉丁语。他有一个妹妹伊娃瓦莫斯。从他的第一次婚姻与朱迪思·帕塔基，他有一个女儿安娜·瓦莫斯。从他的第二次婚姻与多拉，他有双胞胎男孩彼得和亨利。

## 作品列表
- Borgisz Type, Kozmosz, Budapest, (1976), a novel. Hungarian title: Borgisz.
- 我和我, Magvető，1979
- Head over Hills,  1983, Hanyatt-homlok.
- 唱歌 Budapest, (1983),  Zenga zének.
- 热情的人们, "Szenvedélyes emberek, (1986).
- 抗议歌曲, "Félnóta" a novel", (1986).
- Oy, "Jaj" a novel, (1988).
- 纽约-布达佩斯地铁 A New York-Budapest metró  (1993).
- 如果我是摇滚明星 "Ha én Bródy volnék"  (1994).
- 母亲没有选举权, "Anya csak egy van"(1995).
- 父辈书, "Apák könyve", (2000).
- 跛狗, "Sánta kutya", (2003).
- 马尔克斯与我 "Márkez meg én", (2004).
- 情色之旅(谁是歌德？), Utazások Erotikában (Ki a franc az a Goethe?),  (2007).
- 抗议歌曲,新版 "Félnóta" (2009)
- 纯火, "Tiszta tűz" (2010),
- 星星的世界里 "Csillagok világa"  (2011),
- 父辈书, 新版, 2011. 五月